# Galina Iwanowna Smirnowa
Galina Iwanowna Smirnowa (russisch Галина Ивановна Смирнова; * 25. September 1928 im Oblast Leningrad; † 23. Juli 2011 in Sankt Petersburg) war eine sowjetisch-russische Prähistorikerin. Sie forschte vor allem zur Spätbronzezeit und den Skythen in der südwestlichen Ukraine und in Moldau. Von 1960 bis 1997 leitete sie die prähistorische Abteilung der Eremitage.

## Leben und Leistungen
Galina Smirnowa wurde 1928 in einer heute zum Oblast Twer gehörenden Region geboren, doch die Familie zog schon 1930 nach Leningrad. Dort besuchte sie die Grundschule und das Gymnasium. Kurz vor dem Eintreffen der deutschen Truppen während des Zweiten Weltkrieges floh die Mutter mit den Kindern zurück nach Twer, wo sie bis zur deutschen Niederlage vor Leningrad blieben. Danach kehrten sie nach Leningrad zurück, wo der Vater während der Belagerung ausgeharrt hatte. Von nun an blieb die Stadt Smirnowas Lebensmittelpunkt. Von 1946 bis 1951 studierte sie an der Fakultät für Geschichtswissenschaften der Universität Leningrad. Schon als Studentin nahm sie an mehreren Ausgrabungen teil: 1947 in der Gegend des Ladogasees unter der Leitung von Wladislaw Rawdonikas, 1948 und 1952/53 im südlichen Podolien sowie im Wolga-Don-Gebiet unter der Leitung von Michail Artamonow. Durch Ausgrabungen in Nemirow und Sewerin am südlichen Bug wurde ihr Interesse an der prä-skythischen und der skythischen Zeit der Region geweckt. Das wurde auch ein Teil der von Smirnowa eingereichten Kandidatenarbeit (entspricht der Promotion) bei Michail Artamonow im Jahr 1954.
Anfang 1955 begann Smirnowa als wissenschaftliche Mitarbeiterin an der prähistorischen Abteilung der Eremitage, wo sie ihr gesamtes Berufsleben verbringen sollte. 1957 wurde sie dort wissenschaftliche Sekretärin, bis sie 1960 die Leitung der Abteilung übertragen bekam, die sie dann bis 1997 innehatte. Hier war sie für die administrativen Abläufe zuständig, organisierte aber zwischen 1954 und 1980 nahezu jährlich auch eine Grabungsexpedition in die Westukraine oder nach Moldawien. 1990 verteidigte sie an der Universität Kiew mit den Resultaten ihrer letzten Grabungskampagnen ihre Doktorarbeit (entspricht der Habilitation). Trotz deutlicher gesundheitlicher Einschränkungen arbeitete sie auch nach ihrer Pensionierung in ihren letzten 13 Lebensjahren weiter an der Eremitage an der Aufarbeitung ihrer Grabungsergebnisse, wobei sie vom Direktor Michail Piotrowski nach Kräften unterstützt wurde. Ihr 1982 verstorbener Mann Konstantin Bernjakowitsch war ebenfalls Prähistoriker.
Von besonderer Bedeutung war für Smirnowa das von Rumänen bewohnte Mahala an der Pruth in der östlichen Bukowina und die damit verbundene Gáva-Holihrady-Kultur. Der Begriff wurde von ihr geprägt, nachdem sie die enge Verbindung der Gáva-Kultur und der Holihrady-Kultur erkannt hatte und beider Herkunft aus dem Gebiet des Oberen Theiß nachgewiesen hatte. In sieben Grabungskampagnen konnte Smirnowa die chronologische Abfolge sowie die Ausbreitung der Kultur untersuchen. Gemeinsam mit ihrem aus der Region stammenden Mann erforschte sie die Ursprünge und die zeitliche Einordnung der Kuschtanovice-Kultur in der Karpatenukraine. Dazu führten sie zwei Großgrabungen in Kolodne und Tschornyj Potik (zu Wylok) durch. Weitere wichtige Grabungen leitete sie zwischen 1970 und 1980 in Dolynjany, wo Siedlungen und Gräberfelder der mittleren Bronzezeit untersucht wurden. In Dnestrovka-Luka am oberen Dnister untersuchte Smirnowa eine größere Siedlung der früheisenzeitlichen Tschernoles-Kultur sowie ein Gräberfeld und ein Heiligtum mitsamt eines astronomischen Observatoriums der Westpodolien-Gruppe der frühskythischen Kultur und der Poienești-Lukaševka-Kultur.
Zentrales Forschungsgebiet waren die Skythen und deren Entwicklung aus Vorgängerkulturen (Präskythen). Ihre Forschungen publizierte Smirnowa in mehr als 160 Beiträgen, neben der meist genutzten russischen Sprache publizierte sie ihre Ergebnisse aber auch auf Deutsch, was sie fließend beherrschte. Überhaupt hatte sie gute Beziehungen zu deutschen Kollegen, insbesondere zu Georg Kossack, Bernhard Hänsel und Ute Dietz. Dietz hob auch die beeindruckende Persönlichkeit Smirnowas hervor, die sich nicht nur in der wissenschaftlichen Arbeit manifestierte, sondern auch in der großen Kollegialität, Bescheidenheit, Freundlichkeit und Hilfsbereitschaft. Für die Eremitage war sie ein besonderes Aushängeschild, da ihre Arbeit unter den Spezialisten für Ost- und Mitteleuropa auch im Ausland stark wahrgenommen und geschätzt wurde und sie damit eine sehr prestigeträchtige Mitarbeiterin war. Trotz ihrer hervor gehobenen Rolle war sie auch bei ihren Kollegen im Museum hoch angesehen. 1996 wurde ihr für ihre Verdienste dem Orden für die Kultur Russlands ausgezeichnet.